# Ga sân vận động quốc gia BTS

Bảng hiệu ga sân vận động quốc gia

Ga sân vận động quốc gia (tiếng Thái: สถานีสนามกีฬาแห่งชาติ; RTGS: Sathani Sanam Kila Haeng ChatCode W1”) là một ga BTS Skytrain trên Tuyến Silom ở Pathum Wan, Bangkok, Thái Lan.

## Địa điểm xung quanh

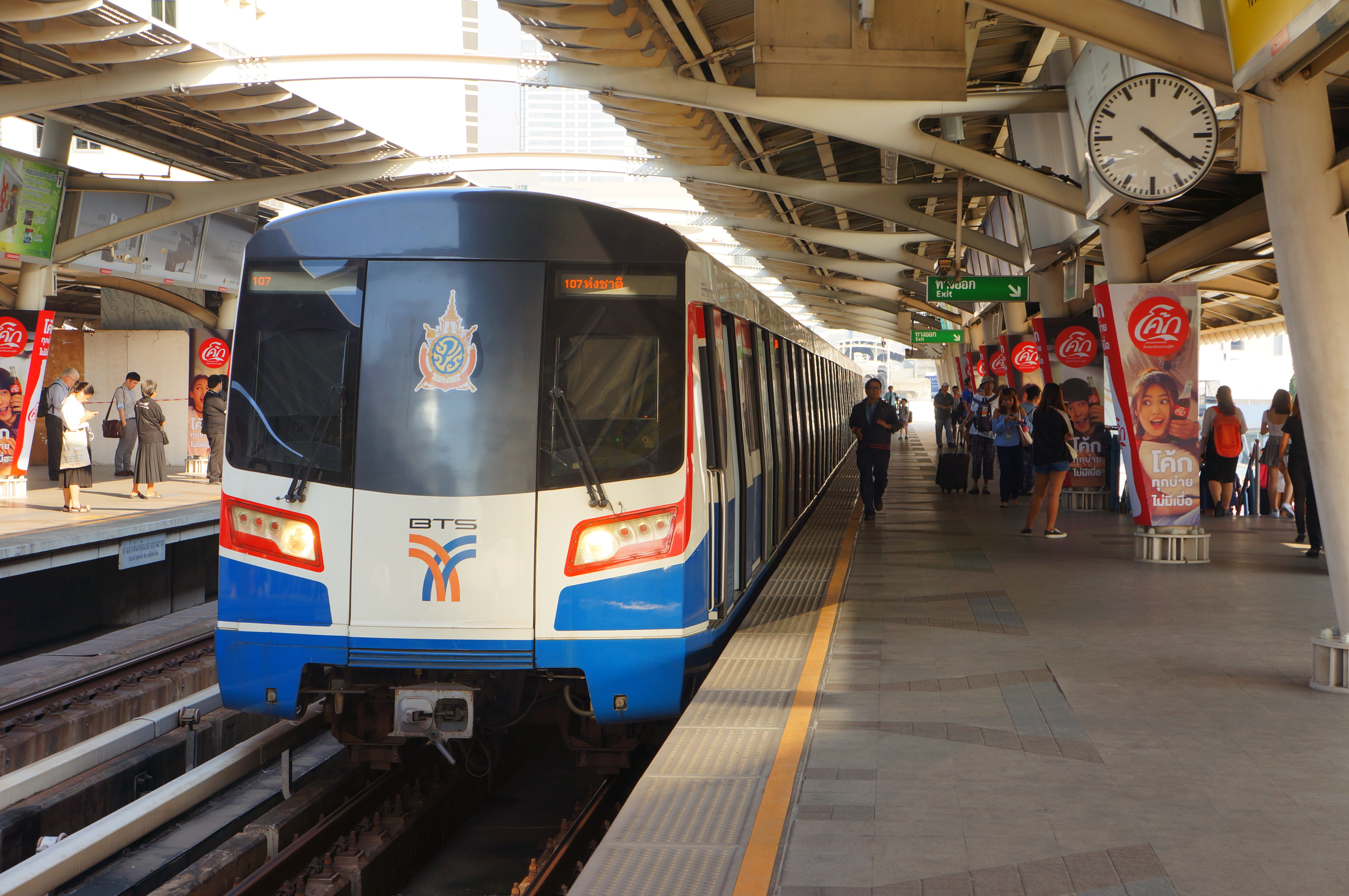
Sân ga vận động quốc gia vào năm 2017

Nhà ga nằm trên Đường Rama I đến phía Tây nút giao Pathum Wan, nơi mà Sân vận động Quốc gia, MBK Center, Siam Discovery Center, Trung tâm Văn hóa và Nghệ thuật Bangkok và Siam Square đều nằm tại đây và liên kết với nhà ga bởi cầu bộ hành trên cao. Nó còn có thể đi đến Siam Center và Siam Paragon, nơi có Ga Siam. Jim Thompson House, là một bảo tàng lụa Thái của Jim Thompson, nó nằm đối diện nhà ga ở Soi Kasemsan 2.
Phía Tây nhà ga nó vẫn là một trạm ga cuối, hành khách có thể bắt xe buýt hoặc taxi với một khoảng cách ngắn để đến các địa điểm lịch sử của Bangkok, nơi có nhiều địa điểm thu hút như Cung điện Hoàng gia Thái Lan, Sanam Luang, Wat Pho, Tượng đài Dân chủ, Ratchadamnoen Avenue, Sao Ching Cha, Đỉnh Vàng và Đường Khaosan

## Cơ sở hạ tầng
- Dịch vụ Tàu tốc hành Khlong Saen Saep tại bến tàu Saphan Hua Chang (hoặc Ratchathewi) (phía Nam cầu Hua Chang) đến chợ Pratunam và Đỉnh Vàng

## Bố trí ga
| U3 Ke ga          | Ke ga, cửa sẽ mở phía bên trái | Ke ga, cửa sẽ mở phía bên trái |
| U3 Ke ga          | Ke ga 3                        | Tuyến Silom hướng đi Bang Wa (Siam) |
| U3 Ke ga          | Ke ga 4                        | Tuyến Silom ke ga ga cuối |
| U3 Ke ga          | Ke ga, cửa sẽ mở phía bên trái | |
| U2 Khu vực bán vé | Tầng bán vé                    | Lối thoát 1-4, Trung tâm dịch vụ hành khách Văn phòng vé, máy bán vé, cửa hàng, MBK Center và Don Don Donki Trung tâm Văn hóa và Nghệ thuật Bangkok, Siam Discovery                           |
| G đường đi        | -                              | Trạm xe buýt, sân vận động quốc gia (sân vận động Supachalasai) Viện Công nghệ Pathumwan, Jim Thompson House Khoa Khoa học Thể thao, Khoa Tâm lý và Trường Sau đại học, Đại học Chulalongkorn |

## Xe buýt kết nối
BMTA
- 11: Prawet – Sân vận động quốc gia
- 11: Mega Bangna – Sân vận động quốc gia
- 15: Kanlapapruek – Bang Lamphu[1]
- 47: Bến tàu Khlong Toei – Sở Đất đai (Pak Khlong Talat)
- 73: Công viên Siam – cầu Phra Phuttha Yodfa
- 93: Làng vận động viên – Bến thuyền Si Phraya
- 204: Bangkok City Hall (Din Daeng) – Bến thuyền Ratchawong
- 508: Paknam (nông trại cá sấu) – Bến thuyền Ratchaworadit[2]

Xe buýt thông minh
- 48: Đại học Ramkhamhaeng khuôn viên Bangna - Wat Pho
- 113: Minburi - Ga đường sắt Bangkok

## Lối thoát
- Lối thoát 1: Soi Kasemsan 2, bảo tàng Jim Thompson House, Viện Công nghệ Pathumwan, Tesco Lotus Rama 1, trạm xe buýt đến Siam (thang máy)
- Lối thoát 2: Sân vận động quốc gia Sala Wachirawut, nút giao Charoen Phon, trạm xe buýt đến Yotse (trên cao)
- Lối thoát 3: Trung tâm Văn hóa và Nghệ thuật Bangkok (cầu)
- Lối thoát 4: 2nd floor, MBK Center (cầu)
- Lối thoát 5: Cầu Wan Siam kết nối nút giao Pathumwan
  - MBK Center tầng 2 và 3 (cầu kết nối)
  - Trung tâm Văn hóa và Nghệ thuật Bangkok, văn phòng chống rửa tiền, cầu Hua Chang và bến thuyền Saphan Hua Chang
  - Siam Square Soi Klang - Soi 2
  - Siam Discovery, tầng M và 1 (cầu kết nối)